# Scandal
«Scandal» (укр. «Скандал») — пісня британського рок-гурту «Queen». Пісня вийшла як четвертий сингл альбому «The Miracle» 1989 року. Сингл досяг максимальної 25-ї позиції у чарті Великої Британії, також він вийшов у США, де йому не вдалося потрапити у чарт.

## Передумови
Пісню «Scandal» написав Браян Мей, але її приписують до спільної творчості «Queen». Тема пісні стосується проблеми небажаної уваги, Мей написав її, роздратований галасом в британській пресі наприкінці 1980-х років з приводу його розлучення з першою дружиною Кріссі Маллен та стосунків з акторкою Анітою Добсон, а також всіляких спекуляцій у зв'язку з рідкісною на той час появою Фредді Мерк'юрі на публіці (коли він був поглинений своєю боротьбою зі СНІДом). 1987 року Мерк'юрі отримав позитивний результат на ВІЛ, і не повідомляв, що він хворіє на СНІД до дня своєї смерті в листопаді 1991 року, але зміни в його зовнішності, особливо втрата ваги, викликали підозри у публіки, що він серйозно хворий. 
Преса, за словами Мея, «доставляла йому великі проблеми» і «зробили його життя пеклом». Мей пізніше коментував, що ця пісня була дуже близька його серцю у важкий період його життя.

## Створення пісні
Мей записав клавішне й гітарне соло з першого дубля, так само як і Мерк'юрі свою партію. Синтезаторний бас записав співпродюсер альбому Девід Річардс. Всю вокальну партію виконав Фредді Мерк'юрі. Іноді додавалися двох- та трьохголосі партії. Рядок «Tomorrow hard times» був виконаний не звичайним голосом, а фальцетом.

## Складова пісні
Альбомна версія пісні починається з розспівування Фредді Мерк'юрі. Потім з'являється партія електрогітари разом з синтезатором, а через деякий час бас-гітари і ударних. Пісня поділяється на чотири куплети і не має приспівів. Після третього куплета йде гітарне соло, яке виконав Браян Мей на своїй гітарі Red Special. Після нього деякий час грають тільки Джон Дікон на бас-гітарі, Роджер Тейлор на ударних і продюсер гурту Девід Річардс на клавішних. Потім пісня стає важчою і виконується четвертий куплет, під кінець якого пісня поступово затихає.
Пісня має дві версії — альбомну, яка також вийшла практично на всіх синглах, і подовжену, випущену тільки на 12-дюймових платівках і деяких 5-дюймових компакт-дисках. Подовжена версія пісні є реміксом оригінальної версії. Вона містить додаткові частини та інше аранжування. «Scandal» за життя Мерк'юрі ніколи не виконувалася гуртом наживо і не видавалася на будь-яких збірках пісень.

## Відеокліп
Відеокліп до пісні зняли режисери Руді Долезал і Ганс Роззахер. Кліп знімався в студії «Pinewood» 27 вересня 1989 року на альбомну версію пісні. Відео було випущено у збірках «The Miracle EP» і «Greatest Video Hits 2».
Місце дії оформлено у вигляді гігантської газети під назвою «National Scandal», на якій музиканти виконують пісню. Також іноді в стороні показуються актори, що грають зірок і фотографів. Під час гітарного соло Браян Мей з'являється на окремому подіумі, а навколо нього літають обривки газет.
У коментарі до кліпу у відеозбірці «Greatest Video Hits 2», Роджер Тейлор заявив: «Одна з моїх нелюбих пісень. Один з найнудніших відеороликів, які ми коли-небудь робили».
Кадри з відео гурт використав у кліпі до пісні «The Show Must Go On».

## Сторона «Б»
Оригінальна версія пісні «My Life Has Saved» була представлена на «Б»-стороні синглу з піснею «Scandal». Надалі, Мей, Тейлор, Дікон і Річардс переробили трек «My Life Has Saved» для свого п'ятнадцятого і фінального студійного альбому гурту «Made in Heaven». У версії 1995 року було замінено оригінальне гітарне введення клавішними, виконаними басистом Джоном Діконом.

## Музиканти
- Фредді Мерк'юрі — головний вокал, бек-вокал
- Браян Мей — електрогітара, клавішні
- Роджер Тейлор — ударні
- Джон Дікон — бас-гітара
- Девід Річардс — клавішні